# Sh2-97
Sh2-97 est une nébuleuse en émission visible dans la constellation du Cygne.
Elle est située dans la partie sud de la constellation, à une courte distance de la frontière avec la constellation du Petit Renard. Elle se trouve au bord d'une partie très brillante de la Voie lactée, au point où il commence à être obscurci par les grands complexes du Grand Rift. Elle apparaît comme un nuage circulaire, avec un point plus brillant et une zone diffuse moins visible, étendu sur environ 10 minutes d'arc. La meilleure période pour son observation dans le ciel du soir se situe entre les mois de juin et novembre.
Sh2-97 est une région H II composée d'un noyau plus dense qui apparaît associé à une nébuleuse par réflexion, entourée d'une région de gaz plus raréfié de forme grossièrement circulaire. Selon certaines études, sa distance serait égale à environ 3 900 pc (∼12 700 al), donc au-delà de la région du Grand Rift, près de l'étirement initial du bras d'Orion. Des études menées à la longueur d'onde infrarouge ont permis d'y identifier deux sources, désignées par les initiales IRAS 19539+3001 et IRAS 19542+3004, coïncidant avec de jeunes objets stellaires profondément immergés dans le gaz du nuage. Ce serait une confirmation directe du fait que les phénomènes de formation d'étoiles seraient actifs dans Sh2-97. A ces sources s'ajoute une source visible aux ondes radio, identifiée depuis les années 70.